# Fevzi Şeker
Fevzi Şeker (* 27. Juli 1962 in Sivas, Türkei; † 15. Dezember 2011 in Elmadağ, Türkei) war ein türkischer Ringer. Er war Europameister 1990 im freien Stil im Leichtgewicht.

## Werdegang
Fevzi Şeker begann 1972 in seiner Heimatstadt Sivas mit dem Ringen. Nachdem er noch als Junior in die nationale Spitze der Freistilringer vorgestoßen war, wechselte er zum Sportklub Fatih Güres Külübünde Istanbul. Später rang er auch noch für Tofaş SAS Spor Kulübü, Simtel Spor Külübü und İskenderun Demircelik Spor Külübünde. Die Trainer, die ihn in seiner Laufbahn hauptsächlich betreuten, waren Servet Meric, Nasuh Akar und Muharrem Atik.
Seine internationale Ringerlaufbahn begann er bereits mit 17 Jahren im Jahre 1979. Er belegte in diesem Jahr bei den Balkan-Spielen in Jambol im Leichtgewicht den 2. Platz. 1981 kam er bei der Junioren-Weltmeisterschaft in Vancouver im Leichtgewicht auf einen hervorragenden 3. Platz. In diesem Jahre startete er auch schon bei der Europameisterschaft der Senioren in Lodz und belegte dort im Leichtgewicht mit einem Sieg über Janos Zsura aus Ungarn u. Niederlagen gegen Karl-Heinz Ruch aus der BRD und Jukka Rauhala aus Finnland den 7. Platz.
1983 feierte Fevzi Şeker bei der Europameisterschaft in Budapest im Leichtgewicht mit dem Gewinn des Vize-Europameistertitels seinen ersten großen Erfolg bei den Senioren. Er verlor in Budapest nur im Finale gegen den Bulgaren Kamen Penew. Bei der Weltmeisterschaft dieses Jahres in Kiew enttäuschte er und kam ohne Sieg nur auf den 15. Platz.
Bei den Olympischen Spielen 1984 in Los Angeles erreichte er in seinem Pool mit zwei Siegen und  Niederlagen gegen Masakazu Kamimura aus Japan und You In-tak aus Südkorea den 3. Platz. Er konnte damit nur noch um den 5. Platz kämpfen. Er verlor auch diesen Kampf gegen den Australier Zsigmond Kelevitz und belegte damit den 6. Platz.
1985 wurde Fevzi Şeker in Leipzig erneut Vize-Europameister im Leichtgewicht. Auf dem Weg dahin bezwang er u. a. den starken Bulgaren Simeon Schterew. Im Endkampf verlor er gegen den mehrfachen Weltmeister Arsen Fadsajew aus der Sowjetunion. Danach gelangen ihm auch noch bei den Europameisterschaften 1987 in Veliko Tarnovo/Bulgarien und in Martigny/Schweiz Medaillengewinne. Er gewann dort jeweils eine Bronzemedaille im Weltergewicht, in das er inzwischen aufgestiegen war.
Bei der Europameisterschaft 1988 in Manchester kam er im Weltergewicht nur auf den 10. Platz. Bei den Olympischen Spielen 1988 in Seoul wurde er nicht eingesetzt und auch bei der Weltmeisterschaft 1989 in Martigny kam er nur auf den 10. Platz.
Den größten Erfolg seiner Laufbahn erzielte er dann bei der Europameisterschaft 1990 in Posen, bei der er wieder in das Leichtgewicht abtrainiert hatte. Er gewann dort im Finale über den deutschen Meister Georg Schwabenland knapp mit 1:0 techn. Punkten und wurde damit Europameister.

## Internationale Erfolge
(OS = Olympische Spiele, WM = Weltmeisterschaft, EM = Europameisterschaft, F = freier Stil, Le = Leichtgewicht, We = Weltergewicht, damals bis 68 kg bzw. 74 kg Körpergewicht)
- 1979, 2. Platz, Balkan-Spiele in Jambol, F, Le, hinter Branko Djukic, Jugoslawien u. vor Kostadin Janew, Bulgarien;
- 1980, 2. Platz, Balkan-Meisterschaft in Istanbul, F, Le, hinter Zvetan Stefanow, Bulgarien u. vor Adnan Elezi, Jugoslawien;
- 1981, 3. Platz, Junioren-WM (Espoirs) in Vancouver, F, Le, hinter Rani Arunow, Bulgarien u. Wiktor Krejdisch, UdSSR, vor Kaoru Nakata, Japan u. Erwin Knosp, BRD;
- 1981, 5. Platz, Balkan-Meisterschaft in Pula, F, Le, hinter Rani Arunow, Georgios Athanasiadis, Griechenland, Constantin Damaschin, Rumänien u. Fadil Majaziti, Jugoslawien;
- 1981, 7. Platz, EM in Lodz, F, Le, mit einem Sieg über Janos Zsura, Ungarn u. Niederlagen gegen Karl-Heinz Ruch, BRD u. Jukka Rauhala, Finnland;
- 1982, 2. Platz, Balkan-Spiele in Thessaloniki, F, Le, hinter Boumo Schterew, Bulgarien u. vor Laszlo Gherghely, Rumänien u. Georgios Athanasiadis;
- 1983, 1. Platz, Mittelmeer-Spiele in Casablanca, F, Le, vor Georgios Athanasiadis, Eric Brulon, Frankreich u. Said Almane, Algerien;
- 1983, 2. Platz, EM in Budapest, F, Le, hinter Kamen Penew, Bulgarien un vor David Guigaouri, UdSSR, Viliam Hönsch, CSSR, Zoltán Szalontai, Ungarn u. Erwin Knosp, BRD;
- 1983, 15. Platz, WM in Kiew, F, Le, Sieger: Arsen Fadsajew, UdSSR vor Bujandelgeriin Bold, Mongolei u. Kamen Penew;
- 1984, 6. Platz, OS in Los Angeles, F, Le, m. Siegen über Goldstein, Argentinien, Vailadares, Peru, Betancourt, Puerto Rico u. Singh, Indien u. Niederlagen gegen You In-tak, Südkorea, Masakazu Kamimura, Japan u. Zsigmond Kelevitz, Australien;
- 1985, 2. Platz, EM in Leipzig, F, Le, mit Siegen über Cindea, Rumänien, R. Neyer, Schweiz, Oscar Seghers, Belgien u. Simeon Schterew, Bulgarien u. einer Niederlage gegen Arsen Fadsajew, UdSSR;
- 1987, 1. Platz, "Yasar-Dogu"-Turnier in Istanbul, F, We, vor Selahettin Sagan, Türkei u. Ertugrul Colakoglu, Türkei;
- 1987, 3. Platz, EM in Veliko Tarnovo, F, We, hinter Adlan Varaew, udSSR u. Pekka Rauhala, Finnland, vor Kamen Vesselinow, Bulgarien, Uwe Westendorf, DDR u. Šaban Sejdi, Jugoslawien;
- 1987, 1. Platz, Mittelmeer-Spiele in Latakia, F, We, vor Joakim Vassiliadis, Griechenland, Šaban Sejdi u. Bruno Bendet, Frankreich;
- 1987, 6. Platz, WM in Clermont-Ferrand, F, We, hinter Adlan Varaew, David Schultz, USA, Uwe Westendorf, Yoon Kyung-jae, Südkorea u. Raul Cascaret Fonseca, Kuba;
- 1988, 11. Platz, EM in Manchester, F, We, Sieger: Adlan Varaew vor Pekka Rauhala u. Rahmat Shukra, Bulgarien;
- 1988, 3. Platz, FILA-Grand-Prix in Budapest, F, We, hinter János Nagy, Ungarn u. Rahmat Shukra u. vor Adlan Varaew u. Istvan Gulyas, Ungarn;
- 1989, 1. Platz, "Yasar-Dogu"-Turnier in Istanbul, F, We, vor Packeiser, DDR u. Robert Koll, USA;
- 1989, 3. Platz, EM in Ankara, F, We, hinter Nasir Gadschichanow, UdSSR u. Walentin Getzew, Bulgarien, vor Krzysztof Walencik, Polen u. Claudiu Tămăduianu, Rumänien;
- 1989, 10. Platz, WM in Martigny/Schweiz, F, We, Sieger: Kenneth Monday, USA vor Arsen Fadsajew u. Lodoin Enchbajar, Mongolei;
- 1990, 1. Platz, "Yasar-Dogu"-Turnier in Istanbul, F, We, vor Selahettin Yigitt, Türkei u. Igor Kosyr, UdSSR;
- 1990, 1. Platz, EM in Posen, F, Le, vor Georg Schwabenland, BRD, Abdullah Magomedow, UdSSR, Georgios Athanasiadis u. Walentin Getzow;
- 1990, 2. Platz, Welt-Cup in Toledo (Ohio), F, We, hinter Sagid Murtazaliew, UdSSR u. vor Robert Koll u. Ed Sernoski, Kanada

Mit Ablauf des Jahres 1990 beendete er seine Ringerlaufbahn.

## Weblink
Profil von Fevzi Şeker bei United World Wrestling
| Personendaten    | Personendaten     |
| ---------------- | ----------------- |
| NAME             | Şeker, Fevzi      |
| KURZBESCHREIBUNG | türkischer Ringer |
| GEBURTSDATUM     | 27. Juli 1962     |
| GEBURTSORT       | Sivas             |
| STERBEDATUM      | 15. Dezember 2011 |
| STERBEORT        | Elmadağ (Ankara)  |